# Sea Slug
Il Sea Slug ("lumaca di mare" in inglese) è stato il primo missile superficie-aria destinato alla difesa delle navi britanniche. Si trattava di sistema rudimentale ma che raggiunse un'elevata affidabilità, realizzato per equipaggiare gli otto cacciatorpediniere Classe County. Fu usato operativamente durante la Guerra delle Falkland dai cacciatorpediniere Antrim e Glamorgan.

## Sviluppo
Dopo la fine della seconda guerra mondiale, nel tentativo di colmare il gap missilistico venutosi a creare con gli Stati Uniti d'America, nel gennaio 1947 le autorità inglesi diedero l'autorizzazione ad iniziare le attività sul progetto relativo ad un missile antiaereo imbarcato sulle unità di superficie della Royal Navy. Le relative specifiche furono emesse nel marzo 1948, cui l'industria britannica rispose formando un apposito gruppo industriale designato Project 502 Group, formato dalla Armstrong Whitworth e dalla Sperry nel marzo 1949, cui si unì la GEC nel settembre dello stesso anno.
I lavori iniziarono nel giugno 1949, con lo Stage 1 del programma e, nel 1951, alle ditte già impegnate si unì la EMI incaricata dello studio del sistema di propulsione a propellente liquido, composto da una miscela di cherosene e acido nitrico. Il nuovo sistema d'arma aveva lo scopo di contrastare velivoli da bombardamento, dotati di armi nucleari, in volo d'alta quota e ad una velocità massima di 0,98 Mach, prima che potessero lanciare il loro carico bellico.
Quando la Armstrong Whitworth fu assorbita dalla Fairey Aviation, fu quest'ultima a continuare lo sviluppo del sistema ora ufficialmente designato Sea Slug. Il primo test avvenne ad Aberporth nel corso del 1949, cui seguì una campagna di lanci sperimentali effettuata dal poligono australiano di Woomera nel 1953 al fine di testare separatamente i vari componenti del missile. Il primo lancio operativo avvenne nel 1955, ma si verificarono problemi con il motore a propellente liquido, che portarono alla sua sostituzione con uno a propellente solido realizzato dalla IMI. Il missile, fino ad allora tenuto rigorosamente segreto, venne ufficialmente presentato al pubblico dall'Ammiragliato il 2 aprile 1957, alla presenza dell'ammiraglio Arleigh A. Burke, capo delle operazioni navali dell'US Navy.
Radar di guida e missile furono testati operativamente nel 1958, con un lancio dal poligono che vide l'ordigno distruggere con successo il previsto bersaglio. Per la campagna di lanci sperimentali imbarcati fu modificata, con l'installazione del radar e di un lanciatore trinato, una Victory Ship, designata Girdle Ness. 
Alla fine dei collaudi il sistema d'arma GWS.1 Seaslug Mk. 1 venne dichiarato operativo, ed entrò in servizio nel 1961, a bordo dei cacciatorpediniere Classe County, dotati di un singolo lanciatore binato. Il costo del programma fu di 140 milioni di sterline.

## Tecnica

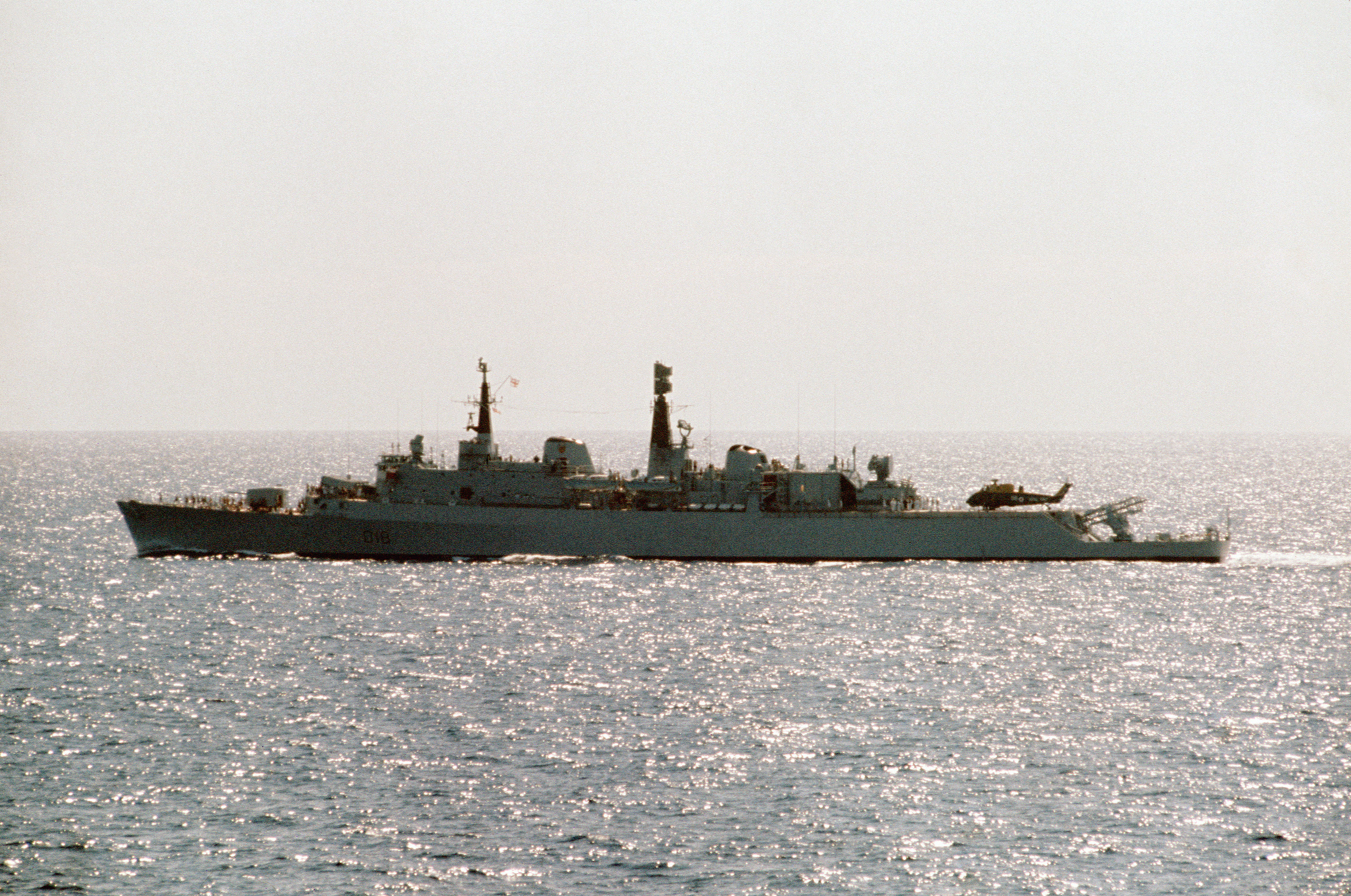
Il cacciatorpediniere Antrim in navigazione. Si nota a poppa il lanciatore binato per missili Seaslug Mk.2 e l'elicottero antisommergibil Wesland Wessex HAS Mk.3

Si tratta di un missile antiaereo, con secondarie capacità antinave, a guida radar composto da corpo cilindrico con alette rettangolari cruciformi poste a metà della sua lunghezza. Le superfici di controllo, di forma rettangolare cruciforme, erano posizionate in coda. La propulsione era affidata a un motore razzo a combustibile solido ICI, integrato da quattro razzi ausiliari a propellente solido, dotati di testa di forma smussata, e posizionati intorno al muso del missile. I motori ausiliari, i cui ugelli avevano lo scarico angolato a 45° gradi verso l'esterno, si distaccavano dal corpo del missile dopo il lancio, al termine della fase di accelerazione. Subito dopo si azionava il propulsore principale che completava la traiettoria contro il bersaglio. La carica bellica era formata da una testata del peso di 135 kg dotata di due spolette, una ad impatto e una di prossimità. Quando il missile era in volo la potenza elettrica veniva fornita da un alternatore a commutazione di flusso (flux switching alternator) dotato di un rotore a sei alette. Il generatore erogava 1,5 kVA a 24.000 giri/min con una frequenza di 2.400 Hz.

### Sequenza operativa
Quando il bersaglio era stato localizzato dal radar di scoperta aerea a lungo raggio Marconi Type 965Q, coadiuvato da un radar altimetrico Type 277, le coordinate del bersaglio erano trasmesse ad una radar di illuminazione e inseguimento Marconi Type 901 che provvedeva al lancio del missile appena il bersaglio fosse giunto a distanza utile. Il radar Type 901 manteneva l'obiettivo al centro del piccolo fascio di onde radar in cui trasmetteva le istruzioni codificate al missile. 
Esistevano 3 modalità di volo: 
- LOSBR (Line Of Sight, Beam Riding), in cui il missile volata al centro del fascio radar che lo portava sull'obiettivo.
- CASWTD (Constant Angle of Sight With Terminal Dive), con il missile che saliva con un angolo costante e poi picchiava sul un bersaglio che volava a bassa quota.
- MICAWBER (Missile In Constant Altitude While BEam Riding), similare al precedente CASWTD, ma con una fase terminale del volo verso il basso in modo da essere impiegato contro obiettivi navali. Questa modalità di volo soffriva per i problemi connessi al fatto che la superficie dell'acqua rifletteva il fascio di guida radar.

## Impiego operativo
La versione Seaslug Mk.1 entrò in servizio operativo a partire dal novembre 1962, imbarcata sul Devonshire, primo dei cacciatorpediniere lanciamissili classe County Batch 1. Queste unità erano state appositamente progettate e realizzate per utilizzare il nuovo missile antiaereo ed imbarcavano tutti i relativi sistemi di guida. Il magazzino era posizionato a metà nave, ed i missili venivano assemblati manualmente in un apposito locale prima di essere avviati al lanciatore sul cassero di poppa. Tutti i locali ed il personale disponevano di una completa protezione NBC. Già a partire dall'entrata in servizio fu avviato il progetto di una nuova versione, designata GWS.2 Seaslug Mk.2, che doveva ovviare ai difetti della precedente versione. Il nuovo missile, realizzato dalla Hawker Siddeley, raggiungeva una velocità di Mach 2, una gittata di 32 km, poteva colpire bersagli volanti a bassa quota e di superficie e disponeva di una maggiore precisione e resistenza alle contromisure elettroniche. Tale versione fu imbarcata sui cacciatorpediniere classe County appartenenti al secondo lotto di produzione (Batch 2) dal novembre 1966.
Nel dicembre 1981, con la radiazione del cacciatorpediniere London, successivamente venduto al Pakistan, la versione Seaslug Mk.1 fu definitivamente dismessa, ma poco tempo dopo avvenne il primo impiego bellico del sistema d'arma nella versione Mk.2. Nel giugno 1982, quasi al termine della carriera operativa nella Royal Navy, i cacciatorpediniere Glamorgan e Antrim parteciparono all'Operazione Corporate mirante alla riconquista dell'arcipelago della Falkland, invaso dalle truppe argentine. Durante le fasi di avvicinamento alla zona di operazioni e in combattimento il Glamorgan lanciò otto missili, mentre l'Antim ne lanciò sei. Poco dopo il termine della guerra il sistema Seaslug Mk.2 fu definitivamente tolto dal servizio.

### Cile
Il 6 aprile 1982 il cacciatorpediniere Norfolk, primo di quattro unità, fu trasferito all'Armada de Chile ricevendo la designazione di DLG-11 e il nome di Capitán Prat. Tale unità conservava il lanciatore per missili Sea Slug Mk.2, che così fu introdotto in servizio nella marina cilena. Nel 1984 seguì una seconda unità, l'Almirante Cochrane, che fu trasformato in cacciatorpediniere portaelicotteri previa rimozione del sistema Seaslug. Nel 1985 fu avviato un programma congiunto anglo-cileno che comprendeva la cessione al Cile di tutti i missili Sea Slug in carico alla Royal Navy, la sostituzione dei motori dei missili, e l'introduzione di migliorie al sistema di guida, e così nel 1986 arrivò una terza unità, l'Almirante Latorre che entrò in servizio come cacciatorpediniere lanciamissili, con la sigla DLG-14. La quarta unità, il Blanco Encalada, fu anch'essa trasformata in unità portaelicotteri. La marina cilena ha definitivamente radiato dal servizio il sistema Seaslug nel 2001, e mentre il cacciatorpediniere Almirante Latorre fu radiato, il Capitán Prat venne trasformato in unità portaelicotteri.

## Versioni

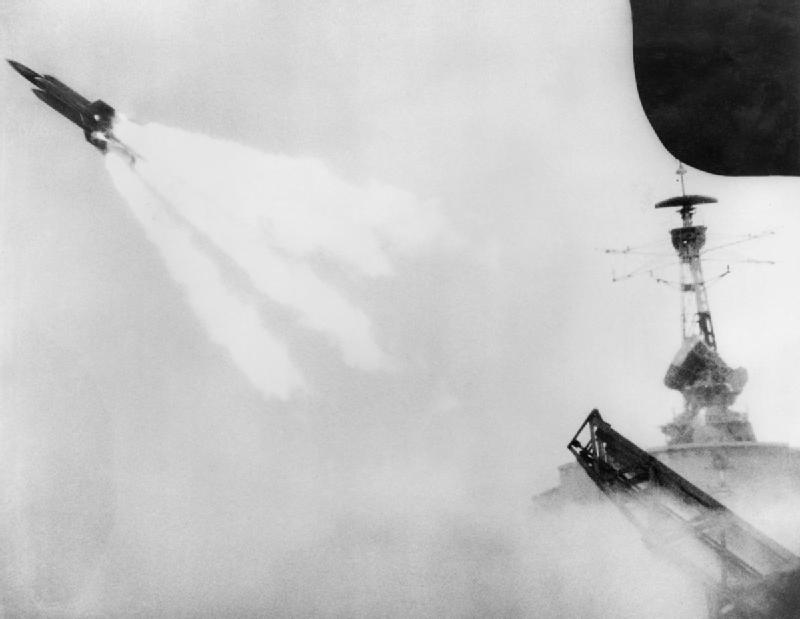
Lancio sperimentale del missile Seaslug dalla nave esperienze HMS Girdle Ness

### GWS.1 Seaslug Mk.1
La versione GWS Seaslug Mk. 1 era equipaggiata con i motori ausiliari a propellente solido Foxhound, mentre il booster principale era il Gosling. Disponeva di radiospoletta di prossimità e di una testata bellica contenente 91 kg di esplosivo. Dopo il lancio il missile doveva avere il bersaglio sempre illuminato dal fascio del radar di guida Type 901, che poteva seguire solo un limitato numero di bersagli alla volta. La velocità massima era pari a 1.102 km/h, la gittata era di 27 km, mentre la tangenza operativa era di 17.000 metri.

### GWS.2 Sea Slug Mk.2
La versione Mk.2 fu preannunciata nel 1961 e derivava dall'abortito programma Blue Slug relativo ad un missile antinave basato sulle tecnologie e il sistema di guida del missile Seaslug Mk.1. Questo progetto fu cancellato in favore del sistema missilistico Green Cheese, le cui tecnologie poi confluirono nel programma Seaslug Mk.2. La nuova versione era esteriormente simile alla precedente, ma introduceva notevoli migliorie in termini di velocità, precisione di guida, raggio d'azione e resistenza alle ECM. I motori ausiliari a propellente solido Foxhound, furono sostituiti dai Deerhound, mentre il booster principale Gosling fu sostituito dal Retrivier. Come radar guidamissili fu adottata la nuova versione Type 901M, mentre la testata bellica a frammentazione anulare (continuous-rod warhead) pesava 25 kg, dotata di un grande penetratore in acciaio, ricevette una spoletta di prossimità a raggi infrarossi. La velocità massima era di 2.200 km/h, la gittata di 32 km, mentre la tangenza massima saliva a 20.000 m.

### Versione con carica nucleare
Per le versioni Mk.1 e Mk.2 fu progettata anche una apposita versione dotata di testata nucleare a fissione, dotata di bassa potenza, denominata in codice Winkle, rapidamente soppiantata dalla Pixie, una piccola testata fissile al plutonio che fu testata operativamente sul poligono di Maralinga (Australia). Alla Pixie fu sostituita dalla versione inglese della W 54 Gnat americana, designata in codice Gwen, la cui potenza variava da 0,5 a 2 kiloton. Anche questa carica non fu considerata efficiente, e venne sostituita dalla versione inglese della W44 Tsetse americana, con carica potenziata a 10 kT, designata in codice Tony. La versione a carica nucleare non fu mai realizzata.

## Utilizzatori

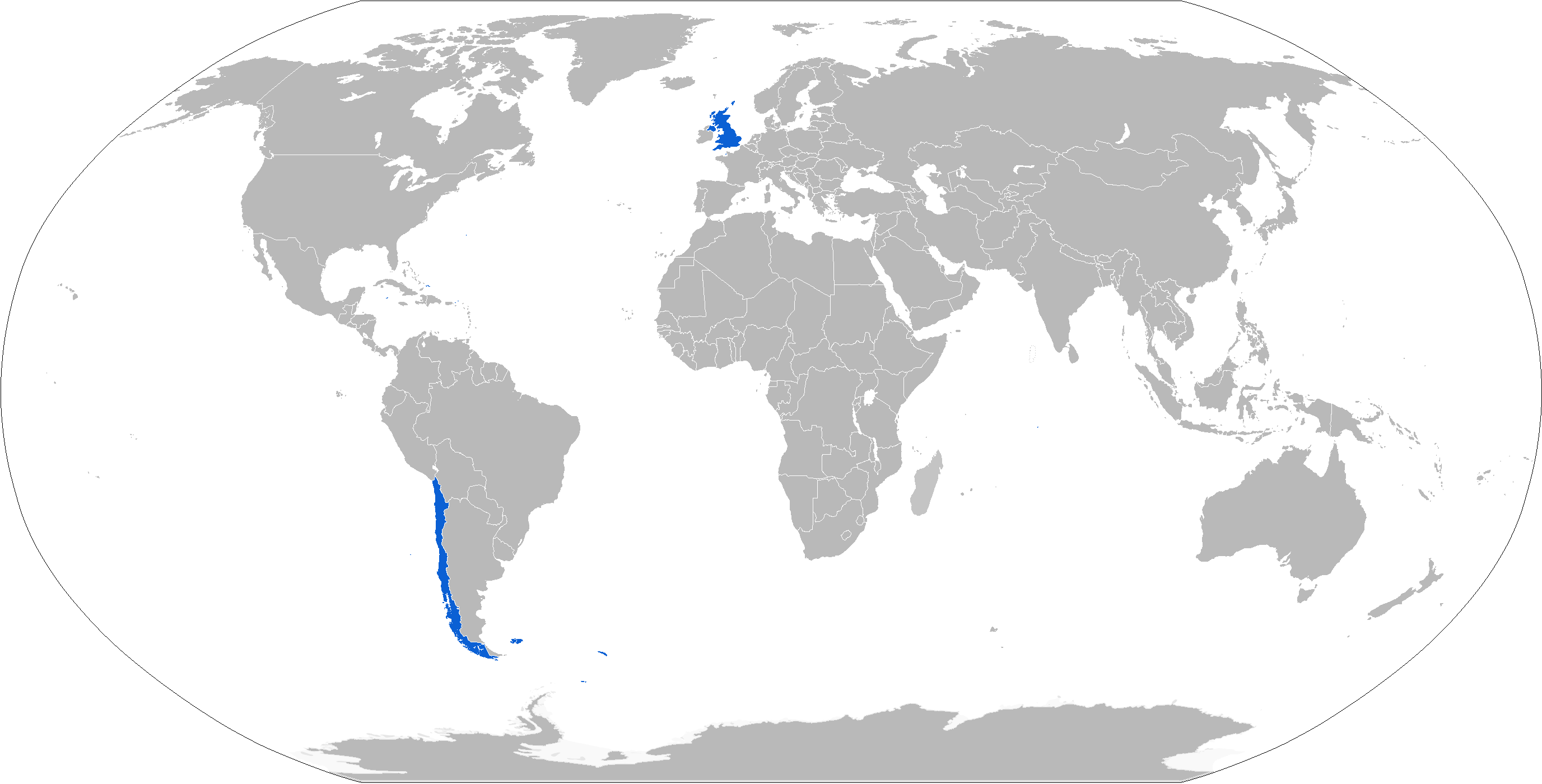
I paesi utilizzatori del sistema Seaslug, evidenziati in blu

Cile
- Armada de Chile

 Regno Unito
- Royal Navy

### Annotazioni
1. ↑  La Armstrong Whithworth si occupava della aerodinamica, progettazione in dettaglio e industrializzazione, la Sperry del sistema di controllo, e la GEC del sistema di guida.
2. ↑  In cui confluirono anche gli studi relativi ad un similare programma noto come "LOPGAP" (Liquid Oxygen/Petrol Guided Anti-aircraft Projectile).
3. ↑  Si trattava di due distinte versioni sperimentali designate STV (Separation Test Vehicle) e MTV (Motorized Test Vehicle).
4. ↑  Un missile esplose a metà del volo, quando entrò in funzione il booster principale.
5. ↑  A partire da quella data, e fino alla fine della operazioni nelle Falkland, furono lanciati sperimentalmente 187 missili Seaslug Mk.2.
6. ↑  Due missili furono sparati dal Glamorgan dopo che questo era stato colpito da un missile antinave Aèrospatiale MM.38 Exocet lanciato da una batteria costiera argentina posizionata poco fuori Port Stanley.
7. ↑  Il 21 maggio la nave fu attaccata da tre cacciabombardieri argentini IAI Dagger, e sparò contro di essi un missile Seaslug Mk.2 senza ottenere alcun risultato.
8. ↑  Associato ad un radar di scoperta aerea Type 984.

### Fonti
1. 1 2 3 4 5 6 7 8  Twigge 1993, p. 28.
2. 1 2  "Sea Slug".
3. 1 2 3 4 5 6 7 8  Drago, Boroli 1992-94, p. 7.
4. ↑  Twigge 1993, p. 29.
5. 1 2 3  Twigge 1993, p. 30.
6. ↑  Wise 2007, pp. 9-28.
7. ↑  Geoffrey Lee, Guided Weapons, Brassey's, 3ª edizione, 1998, ISBN 1-85753-152-3, p.59.
8. ↑  Brown, Moore 2003, p. 38.
9. 1 2 3  Brown, Moore 2003, p. 37.
10. ↑  Colledge, Warlow 2006, p. 245.
11. ↑  Da Frè 2000, p. 65.
12. ↑  Colledge, Warlow 2006, p. 181.
13. ↑  Drago, Boroli 1992-94, p. 8.

### Periodici
- Giuliano Da Frè, L'Armada de Chile nel XXI secolo, in Rivista Italiana Difesa, n. 6, Chiavari, Giornalistica Cooperativa Riviera s.r.l., giugno 2000,  pp. 64-71.